# Кустодио Феррейра, Бенедито
Бенедито Кусто́дио Феррейра (порт.-браз. Benedito Custódio Ferreira; 3 июля 1930, Нова-Лима — 12 декабря 2020), более известный под именем Эскуриньо (порт.-браз. Escurinho) — бразильский футболист, левый нападающий.

## Карьера
Эскуриньо начал карьеру в 1946 году в любительском клубе «Морру-Велью». В том же году он перешёл в другой местный клуб «Вила-Нова», с которым в 1951 году подписал свой первый профессиональный контракт. В том же году он помог команде выиграть чемпионат штата Минас-Жерайс, первый для клуба за 16 лет. В 1954 году клуб «Флуминенсе» провёл товарищеский матч с «Вилла-Новой», организованный для просмотра игрока клуба, Вадуки. После игры руководство «Флу» передумало покупать Вадуку, предпочтя ему Эскуриньо. Первый матч за клуб он сыграл 11 апреля, как раз против «Виллы-Новы» (4:2), где забил гол, а деньги, которые принесла эта встреча, достались «Вилле», как часть сделки за трансфер нападающего. Эскуриньо выступал за клуб 12 лет, выиграв два турнира Рио-Сан-Паулу и два чемпионата штата. Он сыграл за клуб в 490 матчах (292 победы, 91 ничья и 107 поражений) и забил 112 голов, по другим данным — 111 голов, один из которых 12 декабря 1959 года в ворота «Мадурейры», принёсший клубу победу в чемпионате штата. По ещё одним данным он сыграл за клуб 489 матчей и забил 108 голов, по третьим — 490 матчей и 108 голов. Последний матч за клуб он сыграл 24 мая 1965 года против сборной Бразилии (1:3). В 1965 году Эскуриньо перешёл в колумбийский «Атлетико Хуниор», затем выступал за «Португезу» из Рио-де-Жанейро и клуб «Бонсусессо».
После завершения игровой карьеры Эскуриньо долгое время работал водителем такси в Рио-де-Жанейро. Последние годы страдал от болезни Альцгеймера.

## Международная статистика
| Матчи Эскуриньо за сборную Бразилии | Матчи Эскуриньо за сборную Бразилии | Матчи Эскуриньо за сборную Бразилии | Матчи Эскуриньо за сборную Бразилии | Матчи Эскуриньо за сборную Бразилии | Матчи Эскуриньо за сборную Бразилии | Матчи Эскуриньо за сборную Бразилии |
| ----------------------------------- | ----------------------------------- | ----------------------------------- | ----------------------------------- | ----------------------------------- | ----------------------------------- | ----------------------------------- |
| №                                   | Дата                                | Место проведения                    | Оппонент                            | Счёт                                | Голы                                | Турнир                              |
| 1                                   | 18 сентября 1955                    | Рио-де-Жанейро                      | Чили                                | 1:1                                 | —                                   | Кубок О’Хиггинса                    |
| 2                                   | 13 ноября 1955                      | Рио-де-Жанейро                      | Парагвай                            | 3:0                                 | —                                   | Кубок Освалдо Круза                 |
| 3                                   | 13 ноября 1956                      | Белу-Оризонти                       | Атлетико Минейро                    | 1:0                                 | —                                   | Товарищеский матч                   |
| 4                                   | 1 апреля 1956                       | Ресифи                              | Сборная штата Пернамбуку            | 2:0                                 | 1                                   | Товарищеский матч                   |
| 5                                   | 8 апреля 1956                       | Лиссабон                            | Португалия                          | 1:0                                 | —                                   | Товарищеский матч                   |
| 6                                   | 11 апреля 1956                      | Цюрих                               | Швейцария                           | 1:1                                 | —                                   | Товарищеский матч                   |
| 7                                   | 15 апреля 1956                      | Вена                                | Австрия                             | 3:2                                 | —                                   | Товарищеский матч                   |
| 8                                   | 21 апреля 1956                      | Прага                               | Чехословакия                        | 0:0                                 | —                                   | Товарищеский матч                   |
| 9                                   | 25 апреля 1956                      | Милан                               | Италия                              | 0:3                                 | —                                   | Товарищеский матч                   |

## Достижения
- Чемпион штата Минас-Жерайс: 1951
- Обладатель Кубка Бернардо О’Хиггинса: 1955
- Обладатель Кубка Освалдо Круза: 1955
- Победитель турнира Рио-Сан-Паулу: 1957, 1960
- Чемпион штата Рио-де-Жанейро: 1959, 1964

## Личная жизнь
Эскуриньо женился 25 марта 1960 года на Алдалите Бендес. Её он встретил в Рио-де-Жанейро после матча с «Канто до Рио» в 1956 году. Он попросил номер телефона девушки, на что Алдалита ответила: «Я не люблю футбол, а тем более футболистов», но позже всё же согласилась. Уже будучи давно в браке, Бендес говорила: «Футбол очень хорош, и он приносит много денег, пока вы играете. Что происходит после этого, никто не знает. Выход есть — это всегда смотреть в будущее и стараться экономить».